# Акбулак (Шетский район)
Акбулак (каз. Ақбұлақ) — село в Шетском районе Карагандинской области Казахстана. Входит в состав Мойынтынской поселковой администрации. Код КАТО — 356471200.

## Население
В 1999 году население села составляло 287 человек (153 мужчины и 134 женщины). По данным переписи 2009 года, в селе проживало 49 человек (32 мужчины и 17 женщин).